# 極距
極距，也稱為去極度，是天文學中以天球赤道坐標系統的極點為基準，測量至天體的角距離。即該天體赤緯值的餘角。

## 定義

天球坐标系的示意图，图中由P、Z、R组成的球面三角（图中灰色区域）为天文三角形。極距為天文三角形中由P至R的弧長。

天體導航中的極距是極點至被測量天體（R）在通過這兩點的大圓上的角距離。
參考圖：
P：極點， Z：觀測者的天頂，R：天體
此處的天體位於通過極點的大圓上，弧段{\displaystyle {\overset {\frown }{PR}}}在時圈上，其弧長就是該天體的極距；與赤緯 {\displaystyle \delta }的餘角相等。 
NP = 觀測者的地理緯度。
h：天體的高度角。
δ：天體的赤緯。
極距 = 90°- δ
極距以度來表示，在可見半球內不會超過90°。但若以北極點為基準，在南半球天體的極距會大於90°。
極距不受分點歲差的影響。
如果太陽的極距等於觀測者的緯度時，日晷的晷針頂端投影路徑會是拋物線；大於緯度時會是橢圓；小於緯度時則是雙曲線；在春分與秋分，會是一條東西向的直線。